# Chamen (Central River Region)
Chamen ist eine Ortschaft im westafrikanischen Staat Gambia.
Nach einer Berechnung für das Jahr 2013 leben dort etwa 1305 Einwohner, das Ergebnis der letzten veröffentlichten Volkszählung von 1993 betrug 863 Einwohner.

## Geographie
Chamen, in der Central River Region im Distrikt Nianija am nördlichen Ufer des Gambia-Flusses liegt von der North Bank Road, einer wichtigen Fernstraße von Gambia, rund 20 Kilometer südwestlich entfernt.
Rund ein Kilometer westlich des Orts überspannt die Chamen Bridge den Nianija Bolong.